# Atletica leggera ai Giochi della XIX Olimpiade - Maratona

Video della corsa (film ufficiale dei Giochi)

La maratona ha fatto parte del programma maschile di atletica leggera ai Giochi della XIX Olimpiade. La competizione si è svolta il 20 ottobre 1968 a Città del Messico, con arrivo nello Stadio olimpico.

## La gara
Bikila Abebe, all'età di 36 anni, è alla ricerca di uno storico terzo oro, nonostante un ginocchio in cattive condizioni. Con lui l'Etiopia ha iscritto il pari età Mamo Wolde. Il campione uscente si deve ritirare dopo soli 17 km per spasmi muscolari agli arti inferiori. Dopo 25 km la gara entra nel vivo: è in testa il keniota Temu, vincitore dei 10.000, che però non è avvezzo alle corse di lunga distanza e già al 30º km accusa la fatica (finirà diciannovesimo). Wolde, che ha sempre tenuto un passo uniforme, si ritrova così in testa alla gara e giunge solo allo Stadio olimpico, con un vantaggio di oltre 3 minuti sul giapponese Kimihara.

## Ordine d'arrivo
| Pos.    | Atleta                | Età | Nazione          | Tempo     |
| ------- | --------------------- | --- | ---------------- | --------- |
| Oro     | Mamo Wolde            | 36  | Etiopia          | 2:20'26"4 |
| Argento | Kenji Kimihara        | 27  | Giappone         | 2:23'31"0 |
| Bronzo  | Mike Ryan             | 26  | Nuova Zelanda    | 2:23'45"0 |
| 4       | İsmail Akçay          | 26  | Turchia          | 2:25'18"8 |
| 5       | Bill Adcocks          | 26  | Gran Bretagna    | 2:25'33"0 |
| 6       | Gabrou Merawi         | 36  | Etiopia          | 2:27'16"8 |
| 7       | Derek Clayton         | 25  | Australia        | 2:27'23"8 |
| 8       | Tim Johnston          | 27  | Gran Bretagna    | 2:28'04"4 |
| 9       | Akio Usami            | 25  | Giappone         | 2:28'06"2 |
| 10      | Andy Boychuk          | 27  | Canada           | 2:28'40"2 |
| 11      | Gaston Roelants       | 31  | Belgio           | 2:29'04"8 |
| 12      | Pat McMahon           | 26  | Irlanda          | 2:29'21"0 |
| 13      | Alfredo Peñaloza      | 21  | Messico          | 2:29'48"8 |
| 14      | Kenny Moore           | 24  | Stati Uniti      | 2:29'49"4 |
| 15      | Jürgen Busch          | 25  | Germania Est     | 2:30'42"6 |
| 16      | George Young          | 31  | Stati Uniti      | 2:31'15"0 |
| 17      | Manfred Steffny       | 27  | Germania Ovest   | 2:31'23"8 |
| 18      | Thin Sumbwegam        | 38  | Birmania         | 2:32'22"0 |
| 19      | Naftali Temu          | 23  | Kenya            | 2:32'36"0 |
| 20      | Maurice Peiren        | 30  | Belgio           | 2:32'49"0 |
| 21      | Antonio Ambu          | 32  | Italia           | 2:33'19"6 |
| 22      | Ron Daws              | 31  | Stati Uniti      | 2:33'53"0 |
| 23      | Karl-Heinz Sievers    | 26  | Germania Ovest   | 2:34'11"8 |
| 24      | Gyula Tóth            | 32  | Ungheria         | 2:34'49"0 |
| 25      | Hüseyin Aktaş         | 27  | Turchia          | 2:35'09"5 |
| 26      | Pablo Garrido         | 30  | Messico          | 2:35'47"8 |
| 27      | Aad Steylen           | 33  | Paesi Bassi      | 2:37'42"0 |
| 28      | Anatoly Sukharkov     | 30  | Unione Sovietica | 2:38'07"4 |
| 29      | Lee Myeong-Jeong      | 23  | Corea del Sud    | 2:38'52"2 |
| 30      | Ivaylo Sharankov      | 34  | Bulgaria         | 2:39'49"6 |
| 31      | Gioacchino De Palma   | 28  | Italia           | 2:39'58"2 |
| 32      | Josef Gwerder         | 29  | Svizzera         | 2:40'16"0 |
| 33      | Hubert Riesner        | 22  | Germania Ovest   | 2:41'29"0 |
| 34      | Georg Olsen           | 31  | Danimarca        | 2:42'24"6 |
| 35      | Douglas Zinkala       | 24  | Zambia           | 2:42'51"0 |
| 36      | Ezequiel Baeza        | 24  | Cile             | 2:43'15"6 |
| 37      | Dave McKenzie         | 25  | Nuova Zelanda    | 2:43'36"6 |
| 38      | Kim Bong-Nae          | 26  | Corea del Sud    | 2:43'56"0 |
| 39      | Carlos Cuque          | 22  | Guatemala        | 2:45'20"4 |
| 40      | Godwin Kalimbwe       | 22  | Zambia           | 2:45'26"8 |
| 41      | Michael Molloy        | 30  | Irlanda          | 2:48'13"6 |
| 42      | Nikola Simeonov       | 28  | Bulgaria         | 2:48'30"4 |
| 43      | John Farrington       | 26  | Australia        | 2:50'16"8 |
| 44      | Helmut Kunisch        | 31  | Svizzera         | 2:50'58"2 |
| 45      | Alifu Massaquoi       | 31  | Sierra Leone     | 2:52'28"0 |
| 46      | Lee Sang-Hun          | 30  | Corea del Sud    | 2:52'46"2 |
| 47      | Hla Thein             | 24  | Birmania         | 2:54'03"6 |
| 48      | Paul Mose             | 19  | Kenya            | 2:55'17"0 |
| 49      | Benjamin Silva-Netto  | 29  | Filippine        | 2:56'19"4 |
| 50      | Harry Prowell         | 32  | Guyana           | 2:57'01"4 |
| 51      | Wimalasena Perera     | 23  | Ceylon           | 2:59'05"8 |
| 52      | Fulgencio Hernández   | 27  | Guatemala        | 3:00'40"2 |
| 53      | Gustavo Gutiérrez     | 29  | Ecuador          | 3:03'07"0 |
| 54      | Martin Ande           | 20  | Nigeria          | 3:03'47"6 |
| 55      | Mustafa Musa          | 21  | Uganda           | 3:04'53"8 |
| 56      | Enoch Muemba          | 21  | Zambia           | 3:06'16"0 |
| 57      | John Stephen Akhwari  | 22  | Tanzania         | 3:25'17"0 |
| -       | Jim Alder             | 28  | Gran Bretagna    | Rit.      |
| -       | Mraljeb Ayed Mansoor  | 25  | Kuwait           | Rit.      |
| -       | Bikila Abebe          | 36  | Etiopia          | Rit.      |
| -       | Jerome Drayton        | 23  | Canada           | Rit.      |
| -       | René Combes           | 31  | Francia          | Rit.      |
| -       | Nedeljko Farčić       | 27  | Jugoslavia       | Rit.      |
| -       | Edgar Friedli         | 34  | Svizzera         | Rit.      |
| -       | José García           | 22  | Messico          | Rit.      |
| -       | Armando González      | 28  | Uruguay          | Rit.      |
| -       | Lajos Mecser          | 26  | Ungheria         | Rit.      |
| -       | József Sütő           | 31  | Ungheria         | Rit.      |
| -       | Saoud Obaid Daifallah | 24  | Kuwait           | Rit.      |
| -       | Carlos Pérez          | 33  | Spagna           | Rit.      |
| -       | Pentti Rummakko       | 25  | Finlandia        | Rit.      |
| -       | Seiichiro Sasaki      | 23  | Giappone         | Rit.      |
| -       | Mukhamed Shakirov     | 35  | Unione Sovietica | Rit.      |
| -       | Guy Texereau          | 33  | Francia          | Rit.      |
| -       | Rafael Pérez          | 22  | Costa Rica       | Rit.      |